# 瀬川新蔵
瀬川 新蔵（せがわ しんぞう、1925年11月19日 - 1989年8月21日）は、日本の男性俳優。東京都出身。本名は田村 隆（たむら たかし）。

## 人物
劇団前進座メンバーとして数多くの舞台で活躍。
テレビドラマでは、中村梅之助が主演を務めた『伝七捕物帳』や『遠山の金さん捕物帳』などにおいてレギュラー出演して長く親しまれた。
1989年（平成元年）8月21日、63歳で死去。

## 出演作品

### テレビドラマ
- 三匹の侍 第6シリーズ 第9話「逃散」（1968年、CX） - 庄五郎
- 芝櫻 第9話（1970年、CX）
- 柳生十兵衛 第22話「決斗 鍵屋の辻」（1970年、CX） - 桜井半兵衛
- 遠山の金さん捕物帳（1971年 - 1973年、ANB / 東映） - 八五郎（八公）
- 大忠臣蔵（1971年、NET） - 牢屋同心
- 天皇の世紀 第3回「先覚」（1971年、ABC） - 鍵役
- 江戸巷談 花の日本橋「浮世絵女房・浮き世は憂き世」（1972年、KTV / 東映）
- 荒野の素浪人 第24話「襲撃地の果て白骨ヶ原」（1972年、NET）
- NHK少年ドラマシリーズ / マッティと大ちゃん（1973年、NHK） - 町子の父
- 伝七捕物帳（1973年 - 1977年、NTV / ユニオン映画） - 赤っ鼻の五平
- 土曜劇場 / 嫁だいこん（1976年、CX / 東宝） - 丸山
- 達磨大助事件帳 第6話「血染めの恋友禅」（1977年、ANB / 前進座・国際放映） - 番頭玄蔵
- 伝七捕物帳（1979年、ANB） - 亀床の五平
- 若さま侍捕物帳（1978年、ANB / 前進座・国際放映） - 佐々木俊蔵
- 松本清張シリーズ「天城越え」（1978年、NHK） - 古池旅館主人
- 旅がらす事件帖 第22話「風花に舞う女渡世人」（1980年、KTV / 国際放映）
- 花王 愛の劇場 古都（1980年、TBS）
- 必殺仕事人 第47話「悔し技情念恋火攻め」（1980年、ABC / 松竹） - 木曽屋十兵ヱ
- 時代劇スペシャル / 血槍富士（1981年、CX / 東映） - 松平明石守
- 時代劇スペシャル / はぐれ狼（1982年、CX / ユニオン映画） - 浪人・弥十郎
- 時代劇スペシャル / 彫師伊之助捕物覚え 消えた女（1982年、CX / 国際放映） - 摺師花六
- 源九郎旅日記 葵の暴れん坊 第39話「陸奥みやげ三春駒」（1982年、ANB / 東映） - 国分屋太兵衛
- 右門捕物帖 第13話「さむらい教育」（1983年、NTV / ユニオン映画) - 勘定家老・矢萩
- 連続テレビ小説「ロマンス」（1984年、NHK）
- 新・大江戸捜査網 第12話「さらば極道情け節」（1984年、TX） - 樽屋仁吉
- 西部警察 PART-III 第42話「少年Aの2時間」（1984年、ANB / 石原プロ） - 西中学校校長
- 暴れ九庵 第15話「下駄が落した愛」（1984年、KTV / 東宝）
- 大岡越前（TBS / C.A.L）
  - 第7部（1983年）
    - 第14話「情けが仇の人助け」 - 文造

  - 第8部（1984年）
    - 第4話「万病治した娘の真心」 - 和助
    - 第19話「闇夜に咲いた魔性の女」 - そばや
- 暴れん坊将軍シリーズ（ANB / 東映）
  - 暴れん坊将軍II
    - 第41話「嵐を呼んだ身代わり観音」（1983年） - 但馬屋徳右衛門
    - 第101話「吉宗 越前 白洲の対決!」（1985年） - 彫常
    - 第123話「秘めた誓いの夢千両!」（1985年） - 市兵衛
    - 第154話「吉宗泣かせた悪いガキ!」（1986年） - 弥助
    - 第167話「稲妻に裂かれた二人旅!」（1986年） - 木曽屋徳兵衛
    - 第189話「仇姿、つよい女が泣きました!」（1987年） - 嘉助

  - 暴れん坊将軍III
    - 第16話「三ッ葉葵は地獄の紋章!?」（1988年） - 茂助
- 銀河テレビ小説 / 清水みなとストーリー（1986年、NHK）
- 金曜女のドラマスペシャル / 小野小町殺人事件（1986年、CX / 国際放映） - 山科署長
- 長七郎江戸日記（NTV / ユニオン映画）
  - 第1シリーズ 第88話「宅兵衛に娘がいた」（1986年） - 定吉
  - 第1シリーズ 第98話「辰三郎 女難で候」（1986年） - 久造
  - 第2シリーズ 第40話「不幸を呼ぶ女」（1989年） - 玄庵
- 銭形平次 第5話「江戸っ娘気質」（1987年、NTV / ユニオン映画）
- 水戸黄門（TBS / C.A.L）
  - 第14部 第31話「天下の怪盗葵の光右衛門 -大坂-」（1984年） - 源兵衛
  - 第16部 第17話「正義運んだ七里飛脚・松江」（1986年） - 源兵衛
  - 第17部（1988年） - 喜兵衛
    - 第25話「狙われた二人の黄門様・大坂」
    - 第26話「旅の終わりの波瀾万丈・大坂・江戸」

  - 第19部 第5話「謎の剣士!烏天狗・中村」（1989年） - 岩吉
- 名奉行遠山の金さん 第2シリーズ 第19話「（秘）大奥の女殺人者」（1989年、ANB / 東映）

など

### 映画
- 泪橋（1983年、東映） - 兵藤加吉

### 舞台
- 前進座公演
  - 「佐倉義民伝」 - まぼろしの長吉
  - 「本町糸屋の娘」（1963年）
  - 「御存知遠山の金さん 情の千石船」（1974年） - 八っつぁん（八公）
  - 「ふりむくな鶴吉」（1976年、大阪・中座） - 寅吉
  - 「大石内蔵助 おれの足音」（1979年） - 八助
  - 「遠山桜江戸白浪」（1980年、歌舞伎座） - 番頭清六
  - 「梅咲きぬ」（1980年、歌舞伎座） - 矢作彦兵衛

など

### ラジオドラマ
- FMラジオ劇場 千代橋心中〜「苛虐の譜」（1984年、NHK）